# Michael McGoldrick

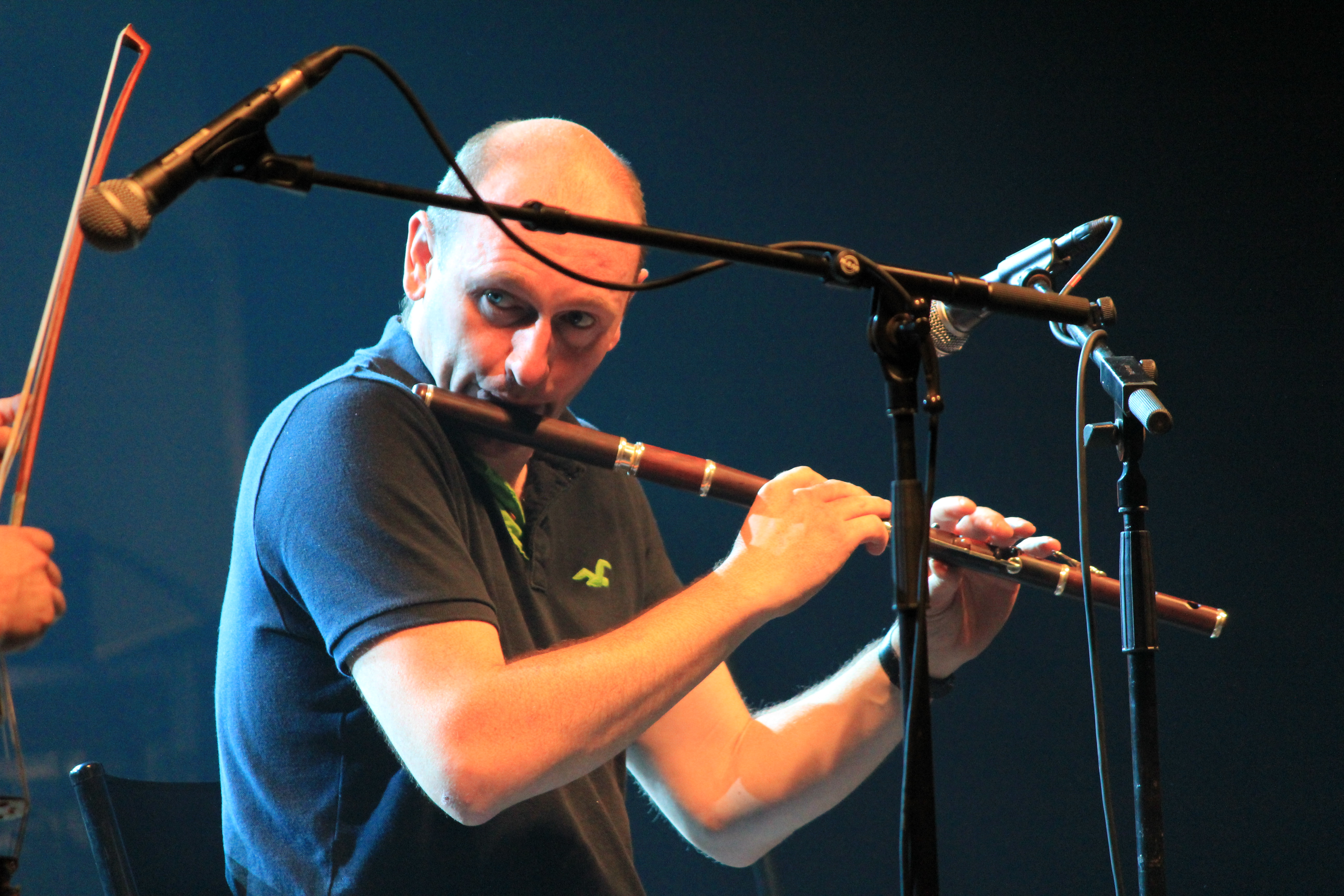
McGoldrick in 2012

Michael McGoldrick (Manchester, 1971) is een Britse fluit- en tin whistle-speler. Hij speelt ook de Uilleann pipes en low whistle.
Hij is/was lid van diverse invloedrijke bands. In 1994 werd hij bekroond met de BBC Young Tradition Award en in 2001, kreeg hij de Instrumentalist of the Year Award op de BBC Radio 2 Folk Awards. 
McGoldrick was een van de oprichters van de Keltische rockband Toss de Feathers terwijl hij nog op school was.  Hij deed ook mee met Fleadhanna met Dezi Donnelly (viool  en John-Jo Kelly (bodhrán), hij had ze ontmoet op de lokale Comhaltas bijeenkomsten. Hij deed optredens op diverse lokale en nationale festivals en heeft ook fluitworkshops georganiseerd en was op het Cambridge Folk Festival en op Folkworks voor hun "Flutopia" concerttoer.
McGoldrick vormde de band Fluke! (later hernoemd tot Flook), met Brian Finnegan en Sarah Allen in november 1995. Na een toer vertrok hij en ging andere projecten nastreven. Hij was een van de eerste medewerkers van Lúnasa en speelde op hun eerste twee albums. Van 1997 tot ongeveer 2000 speelde hij in die band. Hij sloot zich aan bij Capercaillie in 1997, en heeft regelmatig gespeeld voor Afro-Celt Sound System en Kate Rusby 's band. Hij leidt nu de Michael McGoldrick Band. 

## Discografie

### Solo/duo
- Morning Rory – Aughgrim Records 01 (1996)
- Fused – Vertical Records CD 051 (2000)
- At First Light (with John McSherry) – Vertical Records 061 (2001)
- Wired – Vertical Records 074 (2005)
- Aurora – Vertical Records 090 (2010)

### Als bandlid
- Flook! Live!  (Flook) – Small CD 9405 (1996)
- Live at the 32 Club (Toss the Feathers) – ? (1988)
- Rude Awakening (Toss the Feathers) – Magnetic Music CD301 (1993)
- Columbus Eclipse (Toss the Feathers) – Magnetic Music CD401 (1989 & 1993)
- Awakening (Toss the Feathers) – ? (1991)
- TTF'94 Live (Toss the Feathers) – ? (1994)
- The Next Round (Toss the Feathers) – Magnetic Music CD1004 (1995)
- Many Happy Returns (Arcady) – Dara Records CD080 (1995)
- Beautiful Wasteland (Capercaillie)
- Nàdurra (Capercaillie)
- Lúnasa (Lúnasa) (1997)
- Otherworld (Lúnasa) – Green Linnet CD1200 (1999)
- Hourglass (Kate Rusby) – Pure Records CD02 (1997)
- Sleepless (Kate Rusby) – Pure Records CD06 (1999)
- Little Lights (Kate Rusby) – Pure Records CD07 (2001)
- Tunes  (Sharon Shannon, Frankie Gavin, Jim Murray) – Compass (2005)
- Upside Down (Sharon Shannon, Dezi Donnelly, Jim Murray) – Daisy Label (2006)
- Renegade  (Sharon Shannon, Dezi Donnelly, Jim Murray – Daisy Label (2007)

### Als gastspeler
- 1 Douar (Alan Stivell) (1998)
- Volume One – The Source (Big Sky) (1999)
- Volume Two – Release (Afro-Celt Sound System) (1999)
- identités (Idir)
- Seal Maiden (Karan Casey)
- Yella Hoose (John McCusker) (2000)
- Shots (Damien Dempsey)
- The Armsdealer's Daughter (Shooglenifty) (2004)
- Zoom Zoom Zoom (Aquarium) (2005)
- Before the Ruin (Kris Drever, John McCusker & Roddy Woomble) (2008)
- Imeall (Mairéad Ní Mhaonaigh) (2009)
- Get Lucky (Mark Knopfler) (2009)